# Tinya crural
La tinya crural o tinya inguinal (tinea cruris en llatí) és un tipus comú d'infecció fúngica superficial i contagiosa de la regió de l'engonal i solc intergluti, que es produeix principalment, però no exclusivament, en homes i en climes càlids i humits.
Típicament, a la part superior interna de les cuixes, hi ha una erupció vermella intensa amb picor i una vora corba ben definida i escatosa. Sovint s'associa amb el peu d'atleta i fongs de les ungles, sudoració excessiva i compartir tovalloles o roba esportiva infectades. És poc freqüent en nens.
El seu aspecte pot ser similar a altres erupcions que es produeixen en plecs de la pell, com ara intertrigen candidal, eritrasma, psoriasi invertida i dermatitis seborreica. Les proves poden incloure microscòpia i cultiu de raspats de pell.
El tractament és amb medicaments antifúngics tòpics i és particularment eficaç si els símptomes han començat recentment. La prevenció de les recurrències inclou el tractament d'infeccions per fongs concurrents i la presa de mesures per evitar l'acumulació d'humitat, com ara mantenir seca la regió de l'engonal, evitar la roba ajustada i perdre pes en cas d'obesitat.